# Alfonso Osorio
Alfonso Osorio García (Santander, 13 de diciembre de 1923-ibidem, 26 de agosto de 2018) fue un político español. Abogado del Estado, desempeñó cargos destacados durante el régimen franquista y en la transición democrática.

## Biografía
Estudió Derecho en Oviedo (Asturias). Fue número uno en las oposiciones a Jurídico Militar del Aire. Ingresó en 1953 en el Cuerpo de Abogados del Estado con el número uno. En 1965 ocupa su primer cargo público al ser nombrado subsecretario de Comercio. En 1968 fue presidente de Renfe. Más tarde fue vicepresidente de la multinacional BP (British Petroleum) en España. Fue también profesor de Derecho fiscal y Hacienda pública en el ICADE.
Procurador en Cortes por el tercio familiar, desde 1965 hasta 1971 y consejero del Reino de 1969 a 1971, políticamente era monárquico y cercano a la figura del entonces príncipe Juan Carlos. Fue fundador del grupo Tácito, un grupo de intelectuales que escribían, publicaban en los mejores diarios y ejercían una cierta influencia política defendiendo una reforma del régimen. Su tendencia política fue la democracia cristiana.
Tras la muerte de Franco y la formación del primer Gobierno del rey Juan Carlos I, Osorio fue nombrado ministro de la Presidencia y, brevemente, ministro encargado del Ministerio de Planificación del Desarrollo hasta la supresión de este. Posteriormente, fue nombrado vicepresidente segundo del Gobierno con Adolfo Suárez, el cual suministró buena parte de los nombres que conformarían su primer Gobierno, el que convocó las elecciones de 1977. Tuvo un activo papel durante la Transición como consejero y confidente de Adolfo Suárez. Fue senador por designación real en las primeras cortes democráticas. En 1979, por diferencias con Suárez, abandona el Gobierno y la Unión de Centro Democrático, fundando el efímero Partido Demócrata Progresista y presentándose a las elecciones integrado en Coalición Democrática, encabezada por Alianza Popular.
En 2014 fue ordenada su detención por la jueza argentina María Servini por ser miembro del consejo de ministros responsable de los sucesos de Vitoria de 1976. La jueza imputa responsabilidades entre otros a Osorio, como ministro de Presidencia que “junto a Adolfo Suárez y Rodolfo Martín Villa decidió que el operativo fuese dirigido por un mando único para que coordinase y mandase a todas las fuerzas por orden público”. Por ello se cursó una solicitud de captura internacional. Sobre él pesó una orden de captura internacional por supuestos crímenes de lesa humanidad cometidos durante la matanza del 3 de marzo de 1976 en Vitoria.
Fue autor de varios libros sobre la Transición política.

## Títulos y condecoraciones
- Caballero de la Orden de Malta.
- Caballero gran cruz de la Orden de Carlos III.
- Caballero gran cruz de la Orden de Isabel la Católica.
- Gran cruz de la Orden de San Raimundo de Peñafort.
- Gran cruz de la Orden del Mérito Civil;

## Otros datos
Osorio se convirtió en 1969 en el primer español en participar en el Desayuno de Oración Nacional de Estados Unidos. Desde entonces lo ha hecho al menos en diez ocasiones. Era militante de base del Partido Popular.

## Obras
- Trayectoria política de un ministro de la Corona. ISBN 84-320-5664-2.
- Alfonso XIII, libro escrito junto a Gabriel Cardona. ISBN 84-666-1061-8.